# Sint-Janskerk (Gassel)
De Sint-Janskerk of Johannes de Doperkerk is een kerkgebouw in Gassel in de gemeente Land van Cuijk in de Nederlandse provincie Noord-Brabant. De kerk staat aan het Julianaplein 1 en is gewijd aan Johannes de Doper.

## Geschiedenis
Voordat de huidige neogotische kerk werd gebouwd, stond er in Gassel een gotische kerk. In 1847 werd deze van een Smits-orgel voorzien.
In 1875 werd de neogotische kerk gebouwd naar het ontwerp van architect J. Werten.
Op 27 mei 2003 werd het kerkgebouw opgenomen in het rijksmonumentenregister.

## Opbouw
De niet-georiënteerde neogotische kruiskerk is zuid-noord gebouwd en opgetrokken in rood baksteen. De kerk bestaat uit een aan de zuidzijde geplaatste kerktoren met ingang, daarachter een driebeukig schip met vier traveeën in basilicale opstand en een koor met een travee en driezijdige koorsluiting. 
In de laatste travee van het schip zijn de zijbeuken aan weerszijden van de toren doorgetrokken. De toren heeft vier geledingen en op elkaar gestelde overhoekse steunberen met op de top een laag tentdak omgeven door een balustrade en hoekpinakels.